# Трансвекция (биология)
Трансвекция — механизм эпигенетической регуляции, реализующийся через физическое взаимодействие аллеля на одной хромосоме с другим аллелем этого же гена на гомологичной хромосоме. Трансвекция может приводить как к активации генов, так и к репрессии. Трансвекция также может происходить между неаллельными областями генома, а также нетранскрибируемыми областями генома.

## История открытия
Впервые явление конъюгации митотических хромосом обнаружила в 1908 году Нетти Стивенс. В 1950-х годах Эдвард Льюис из Калифорнийского технологического института описал трансвекцию в локусе bithorax у дрозофилы. С тех пор трансвекцию наблюдали и в других локусах у дрозофилы, в том числе в локусах white, decapentaplegic, vestigial и yellow. По словам Эдварда Льюиса, трансвекция происходит там, где нарушение митотической или мейотической конъюгации гомологов способно изменить фенотип, определяемый данным генотипом. Нарушение конъюгации чаще всего вызывали при помощи введения в один из гомологов хромосомной перестройки, предварительно проверив, что наблюдаемый эффект не вызван эффектом положения изучаемого гена в данной перестройке.

## Механизм
Трансвекция, по-видимому, зависит от конъюгации хромосом. В некоторых случаях, если один аллель в результате транслокации перемещается на другую хромосому, трансвекция нарушается. При этом трансвекция иногда может быть восстановлена у гомозигот по такой транслокации.